# Hümpfershausen
Hümpfershausen là một đô thị thuộc huyện in the district Schmalkalden-Meiningen, trong Thüringen, nước Đức. Đô thị này có diện tích 13,26 km², dân số thời điểm 31 tháng 12 năm 2006 là 443 người.